# Percolació
La percolació és un procés físic crític que descriu per a un sistema, una transició d'un estat cap un altre.
En física, química i ciència dels materials, la percolació tracta dels moviments i filtració dels fluids a través de materials porosos.
En matemàtica existeix la teoria de la percolació que és un estudi probabilísitc que s'ha aplicat a la física, ciència dels materials, geografia i economia entre d'altres.
En edafologia la percolació és l'escorrement de l'aigua dins el sòl sota l'efecte de la gravetat. La Llei de Darcy descriu el vincle entre l'alçada de l'aigua i la velocitat de percolació, per exemple en el cas d'una aigua de superfície que alimenta una capa freàtica.
L'ecologia del paisatge s'interessa per la capacitat de les espècies i els individus per desplaçar-se per l'espai cosa que necessita mesurar la connectivitat ecològica i taxes de migració o dispersió associades a comportaments complexes i clima.
En la vida quotidiana una de les formes de prendre begudes de cafè o el te és a través de la percolació on el solvent és l'aigua, la substància permeable el cafè molt i els constituents solubles els compostos químics que donen el color, el gust i l'aroma.